# Chilocosmia dichromata
Genre
Espèce
Chilocosmia dichromata, unique représentant du genre Chilocosmia, est une espèce d'araignées mygalomorphes de la famille des Theraphosidae.

## Distribution
Cette espèce est endémique de Nouvelle-Guinée occidentale en Indonésie,. Elle se rencontre dans le kabupaten de Sorong.

## Description
La femelle holotype mesure 45 mm.
Le mâle décrit par Acuña et al. en 2025 mesure 38,50 mm, les mâles mesurent de 38,50 à 38,62 mm.

## Systématique et taxinomie
Cette espèce a été décrite par Schmidt et von Wirth en 1992. Elle est placée dans le genre Selenocosmia par Raven en 2000, dans le genre Orphnaecus par West, Nunn et Hogg en 2012 puis dans le genre Chilocosmia par Acuña et al. en 2025.
Ce genre a été décrit par Schmidt et von Wirth en 1992 dans les Theraphosidae. Il est placé en synonymie avec Selenocosmia par Raven en 2000, avec Orphnaecus par West, Nunn et Hogg en 2012. Il est relevé de synonymie par Acuña et al. en 2025.

## Publication originale
- Schmidt & von Wirth, 1992 : « Beschreibung des Weibchens von Chilocosmia dichromata gen.n. sp.n. und des Männchens von Chilocosmia arndsti (Schmidt & von Wirth) 1991 (Araneida: Theraphosidae: Selenocosmiinae). » Arachnologischer Anzeiger, vol. 3, , no 11, p. 9-16.